# Kaiane Aldorino

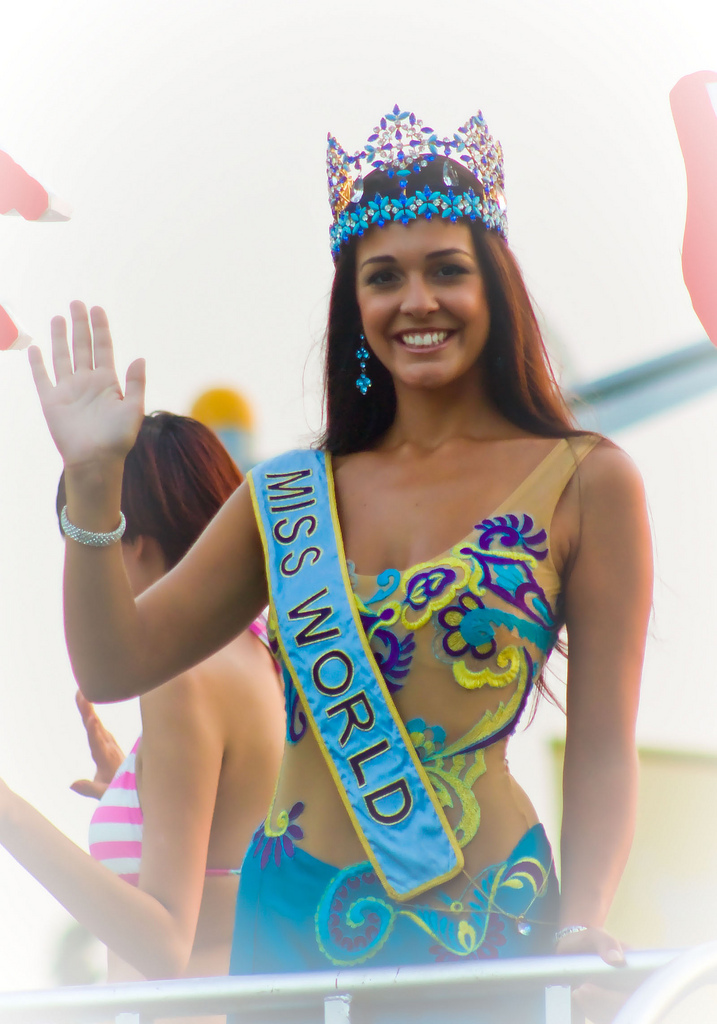

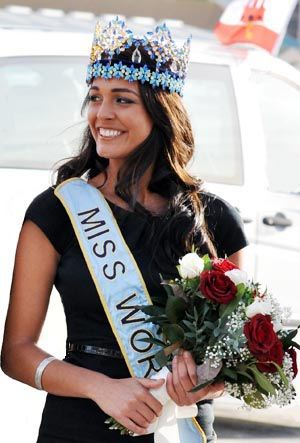

Kaiane Aldorino (n. 8 iulie 1986, Gibraltar, Teritoriile britanice de peste mări, Regatul Unit) este un fotomodel din Gibraltar. Ea a fost aleasă în 2009 în Johannesburg, Miss World. Kaiane a fost aleasă dintre 111 candidate, regină a frumuseții. Înainte de concurs ea a fost funcționară de birou la spitalul St Bernard din Gibraltar.